# تشو سونغ-دال
تشو سونغ-دال (هانغل: 조성달) هو لاعب كرة قدم كوري جنوبي، ولد في 8 ديسمبر 1935.

## وصلات خارجية
- تشو سونغ-دال على موقع الاتحاد الدولي (مؤرشف)  (الإنجليزية)
- تشو سونغ-دال على موقع عالم كرة القدم.نت (الإنجليزية)
- تشو سونغ-دال على موقع اللجنة الأولمبية الدولية (الإنجليزية)
- تشو سونغ-دال على موقع أوليمبيديا (الإنجليزية)